# 朱棨
朱棨，廣西桂林王城人，清朝政治人物、進士出身。
嘉慶十三年（1808年）戊辰科進士，改庶吉士，嘉慶十四年，授翰林院編修。